# Caronia
Caronia ist eine italienische Gemeinde in der Metropolitanstadt Messina in der Autonomen Region Sizilien mit 3001 Einwohnern (Stand 31. Dezember 2023).

## Lage und Daten
Caronia liegt 122 km westlich von Messina an der nördlichen Küste von Sizilien. Der Ort ist nach den Bergen im südnebrodischen Gebirge, den Monte delle Caronie, benannt. Hier befindet sich der größte Wald Siziliens (s. auch Nebrodi-Tanne). Haupterwerb der Einwohner ist die Landwirtschaft. Daneben wird noch Zement und Kork produziert.
Caronia liegt an der Bahnstrecke Fiumetorto–Messina. Die Fahrzeit beträgt nach Messina etwa 2 Stunden 30 Minuten und nach Palermo etwa 2 Stunden. Der Ort hat mit Ausfahrt Furiano Caronia Anschluss an die Autobahn A20/E90. Durch das Gemeindegebiet führt auch die Staatsstraße 113. Im Osten des Gemeindegebietes befindet sich ein kleiner Flugplatz für die Allgemeine Luftfahrt.
Die Fraktionen der Gemeinde sind Marina, Canneto und Torre del Lauro.
Die Nachbargemeinden sind Acquedolci, Capizzi, Cesarò, Mistretta, San Fratello und Santo Stefano di Camastra.

## Geschichte
Auf dem Gebiet von Caronia lag seit dem 5. Jahrhundert v. Chr. die griechische Stadt Kale Akte (lateinisch: Calacte). Der heutige Ort ist arabischen Ursprungs.

## Sehenswürdigkeiten
Zu Caronia gehört der Ortsteil Caronia Marina mit schönen Badestränden.

### In Caronia
Das Schloss liegt im Norden des Ortes. Es ist gut erhalten. Die Pfarrkirche San Nicolo stammt aus dem 17. Jahrhundert und hat ein Schiff. Im Portal ist eine Marmorstatue des Heiligen San Nicolo zu sehen. Im Ort steht das Museo Etnoantropologico mit einer Ausstellung zum Köhlerhandwerk.

### In der Umgebung
Die Monti delle Caronie, mit dem Wald von Caronie bilden mit 12 Hektar den größten Wald Siziliens. Südlich des Ortes befinden sich Reste einer alten römischen Brücke aus dem 2. Jahrhundert.

## Veranstaltungen
Beim Fest des heiligen Biagio wird eine Statue des Heiligen mit Mandelgebäck behängt. Die Gläubigen gehen barfuß der Statue durch die Stadt hinterher.

## Besonderheiten
Im Ortsteil Canneto gab es 2004 und 2014 unerklärliche Brände und Störungen bei elektrischen Anlagen.